# Hampanur, Chitradurga
Hampanur là một làng thuộc tehsil Chitradurga, huyện Chitradurga, bang Karnataka, Ấn Độ.